# Bianco Gambini
Bianco Spartaco Gambini (São Paulo, 18 de julho de 1893 — São Paulo, 18 de agosto de 1957), foi um futebolista ítalo-brasileiro e ídolo dos arquirrivais Corinthians e Palmeiras. Foi o primeiro jogador e capitão a levantar uma taça de campeão paulista pelo Corinthians (em 1914). Também atuou no futebol argentino, além de disputar o campeonato paulista de 1915 pelo Mackenzie. Ainda em 1915, ao mesmo tempo que atuava no Mackenzie, Bianco se inscreveu no departamento de futebol do Palestra Italia (atual Palmeiras). Ele e outros jogadores de ascendência italiana, de vários clubes da capital paulista, atenderam o convite da diretoria do Palestra Italia para reforçarem a equipe nos amistosos disputados durante o ano citado. Posteriormente, em 1916, pediu a transferência em definitivo e tornou-se um dos maiores ídolos do Palestra. Bianco também exerceu a profissão de pintor de paredes, em uma empresa de pinturas criada pelo pai, ao mesmo tempo em que se dedicava a profissão de jogador de futebol.

## Carreira

### Jogador
Bianco começou sua carreira aos doze anos, atuando no Tiradentes, equipe da capital paulista. Em 1912, com 19 anos, estava morando na Argentina e jogou na segunda divisão pelo Club Atlético Estudiantil Porteño, sagrando-se campeão argentino da segunda divisão daquele ano.
Ainda na Argentina, no ano seguinte atuou no Barracas, para em 1914 retornar  ao Brasil, onde se inscreveu no departamento de futebol do Sport Club Corinthians Paulista. Sagrou-se campeão no mesmo ano, sendo o primeiro jogador/capitão a levantar uma taça de Campeão Paulista pelo Corinthians.
Em 1915, deixa o Corinthians, que era registrado na Liga Paulista de Futebol, e passa a atuar pelo Mackenzie College, registrado na Associação Paulista de Sports Athleticos. Bianco integra a seleção da APSA contra a seleção carioca, no primeiro Rio-SP da história, com vitória dos paulistas por 2–1.[carece de fontes?]
Também em 1915, ao mesmo tempo que jogava pelo Mackenzie, Bianco passa a integrar o elenco do Palestra Italia, que ainda não estava filiado a APSA, após aceitar o convite feito pelos diretores do Palestra para reforçar o elenco alviverde nos amistosos que o clube disputou naquele ano.
Na realidade o que aconteceu foi que o Corinthians, em 1915, tentou mudar da Liga Paulista para a APSA, porém sua entrada no campeonato não fora aprovada pelos diretores apeanos. Como a tabela da Liga já estava montada, o clube alvinegro acabou fora dos dois campeonatos. Dessa maneira a diretoria aceitou que seus jogadores atuassem por outras equipes para não ficarem parados. Essa situação fez seus jogadores se espalharem por vários times da capital, atuando de maneira emprestada, tanto nos campeonatos da APSA como na Liga Paulista de Futebol, e também para amistosos em que foram convidados.

### Palestra Italia
Pelo Palestra, Bianco atuou desde o início como capitão e marcou o primeiro gol da história do clube no dia 24 de janeiro de 1915, em partida vencida pelos "Palestrinos", contra o Savoia de Sorocaba.Também atuaram nesta partida: Amílcar, Police, Fúlvio e Américo Fiaschi. Além deles, também jogaram: Stilitano, goleiro do Paulistano; Bonato, zagueiro do SPR; Alegretti, atacante do Ipiranga; e Ferré, meio-campo do Mackenzie e também inscrito no Palestra. 
Após essa partida, seu irmão se inscreveu para jogar no segundo quadro do Palestra, e seu pai, além de se associar ao clube, passou trabalhar no alviverde.
Bianco era habilidoso e possuía um espírito de liderança que logo lhe renderam a condição de ídolo da torcida do clube esmeraldino. Isto já bastaria para eternizar seu nome, mas foi além, e permaneceu no clube por longuíssimos dezessete anos, conquistando títulos pela equipe alviverde e disputando várias partidas pelas Seleções Paulista e Brasileira. Chegou a ter sua charge em campanhas publicitárias envergando a camisa do Palestra, tamanha sua identificação com o clube. Pela seleção, foi convocado e atuou na equipe que venceu o primeiro título internacional da Seleção: a Copa América de 1919. Bianco atuou ao lado de Arthur Friedenreich, do Paulistano, e de outros craques como: Heitor, seu companheiro de Palestra Italia, Amílcar Barbuy e Neco do Corinthians, Pindaro, entre outros.
Friedenreich e Neco foram os artilheiros com quatro gols e o Brasil teve o melhor ataque e a melhor defesa da competição. O time: Pindaro, Sérigo, Marcos, Fortes, Bianco e Amílcar Barbuy; Millon, Neco, Friedenreich, Heitor e Arnaldo é considerado até hoje um dos grandes times da história da Seleção Brasileira.

### Treinador
Após encerrar a carreira como jogador, tornou-se técnico, e dirigiu o Palestra Italia/Palmeiras em 1931 e em 1944, ano que a equipe alviverde venceu o 8º título do Campeonato Paulista da sua história.

### Dirigente
Durante os anos de 1916 e 1917, ao mesmo tempo que era atleta do Palestra Italia, Bianco Spartaco Gambini era vice presidente do Tiradentes F.C. Além disso, durante algum tempo, foi diretor esportivo do Touring F.C (equipe da comunidade italiana que jogava na Liga Comercial de Futebol). 

## Títulos

### Como jogador
Seleção Brasileira
- Copa América: 1919

Seleção Paulista
- Campeonato Brasileiro de Seleções Estaduais: 1922

Estudiantil Porteño
- Campeonato Argentino Segunda Divisão: 1913

Corinthians
- Campeonato Paulista: 1914

Palestra Italia (Palmeiras)
- Campeonato Paulista: 1920, 1926, 1926 (edição extra), 1927 e 1932.
- Taça dos Campeões Estaduais Rio-São Paulo: 1926.
- Taça Competência: 1921, 1927 e 1928.

### Como treinador
Palmeiras
- Campeonato Paulista: 1944[6]